# Francisco Inácio
Francisco Inácio Faísca (* 20. Jahrhundert) ist ein ehemaliger portugiesischer Radrennfahrer und nationaler Meister im Radsport.

## Sportliche Laufbahn
Inácio war im Straßenradsport aktiv. Von 1940 bis 1945 war er Berufsfahrer. 1941 gewann er die Portugal-Rundfahrt mit drei Etappensiegen vor José Martins. 1940 kam er auf den 5. Platz. 1941 siegte er in der nationalen Meisterschaft im Straßenrennen vor José Albuquerque, 1943 wurde er Vize-Meister hinter João Rebelo. 1940 siegte er im Rennen 50 Km da U.V.P. Clássicos, 1941 gewann er das Rennen 100 Km Contra-Relógio und Porto–Lisboa. In der Vuelta a España 1945 war er ausgeschieden. Er startete für Sporting Lissabon.